# Бубнёво (Пыталовский район)
Бубнёво (латыш. Bubņeva) — деревня в России, в Пыталовском районе Псковской области. Входит в состав Линовской волости.
Деревня расположена в 38 км к северу от города Пыталово, к северо-западу от волостного центра Линово.
C 1920 до 1944 гг. входила в состав Яунлатгальского (Абренского) уезда Латвии.

## Население
Численность населения составляет 51 житель (2000 год).